# St. Peter und Paul (Leidendorf)

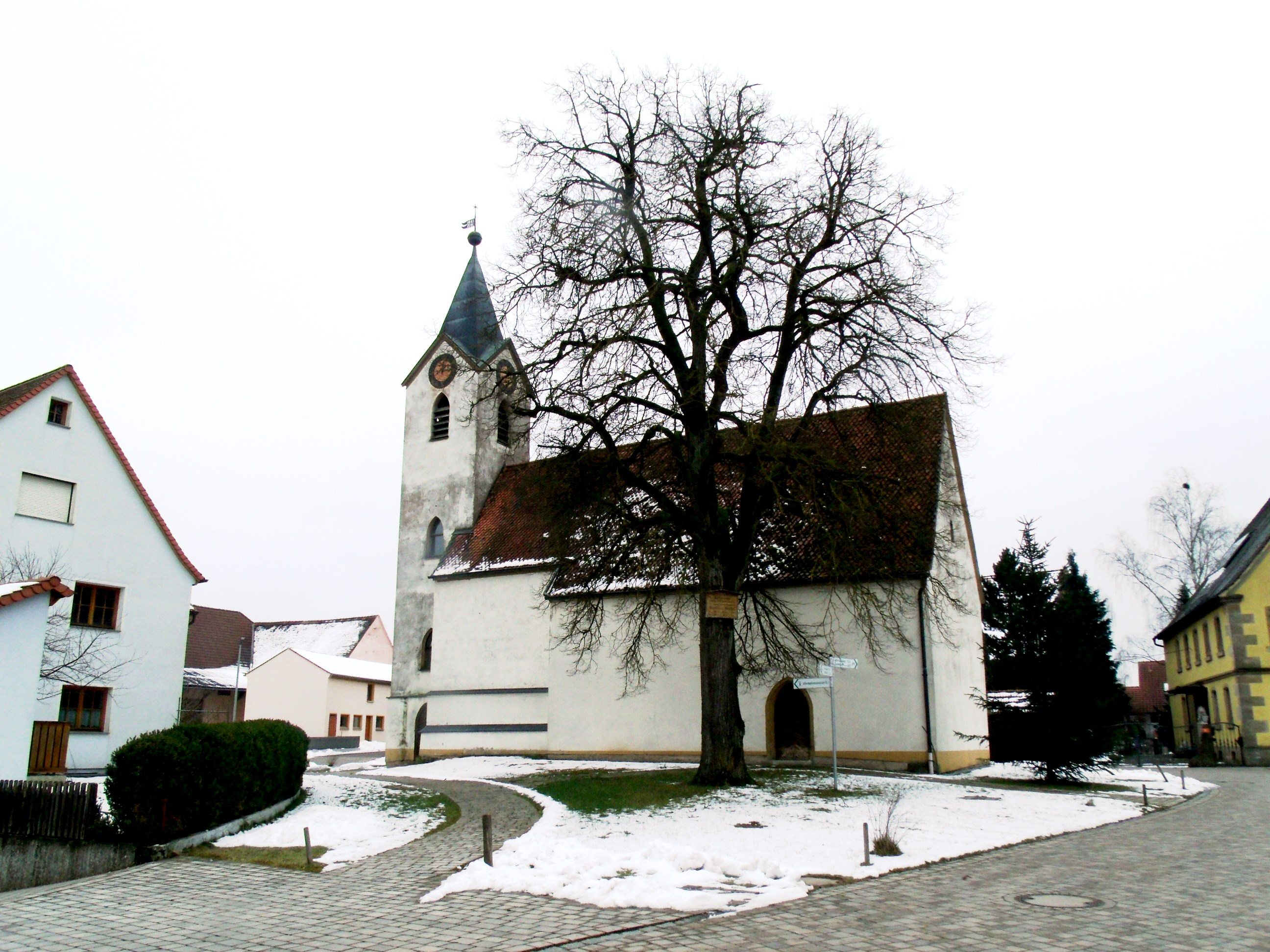
St. Peter und Paul (Leidendorf)

Die evangelische, denkmalgeschützte Filialkirche St. Peter und Paul steht in Leidendorf, einem Gemeindeteil des Marktes Weidenbach im Landkreis Ansbach (Mittelfranken, Bayern). Das Bauwerk ist unter der Denkmalnummer D-5-71-216-15 als Baudenkmal in der Bayerischen Denkmalliste eingetragen. Die Kirchengemeinde gehört zum Dekanat Ansbach im Kirchenkreis Ansbach-Würzburg der Evangelisch-Lutherischen Kirche in Bayern.

## Beschreibung
Die Saalkirche wurde in der ersten Hälfte des 15. Jahrhunderts gebaut. Sie besteht aus einem Langhaus und einem stark eingezogenen, quadratischen Chor im Osten, die mit Satteldächern bedeckt sind. Infolge des Zuwachses der Gemeindemitglieder wurde 1728 eine Empore eingebaut, auf der 1894 eine Orgel aufgestellt wurde. Bei der Renovierung 1891 wurde der hölzerne Kirchturm im Scheitel des Chors durch einen steinernen auf quadratischem Grundriss ersetzt. Sein oberstes Geschoss, dessen Wände mit Dreiecksgiebeln schließen, beherbergt die Turmuhr und den Glockenstuhl, in dem zwei Kirchenglocken hängen. Der Innenraum ist mit einer Holzbalkendecke überspannt. Zur Kirchenausstattung gehören ein um 1400 gebautes Taufbecken und ein Marienbildnis aus einem ehemaligen Schrein.